# Альтерсвилен
Альтерсвилен — бывшая местная коммуна и населённый пункт в коммуне Кемменталь в швейцарском кантоне Тургау. Альтерсвилен является церковно-школьным центром Кемменталя.
Муниципальная община, существовавшая с 1803 по 1995 год, включала местные общины Альтерсвилен, Альтисхаузен, Эллигаузен, Липпольдсвилен, Нойвилен и Зигерсхаузен, а до 1984 года местная община Дипписгаузен-Офтерсхаузен была включена в Зигерсхаузен. В 1996 году были объединены эти общины с муниципальной общиной Гугельсхофен и двумя её местными общинами, чтобы сформировать коммуну (Gemeinde) Кемменталь.

## География
Местная община Альтерсвилен включала церковную деревню Альтерсвилен и хутор Боммен. Альтерсвилен расположен на южном склоне горы Зеерюкен к юго-западу от Боденского озера.

## История

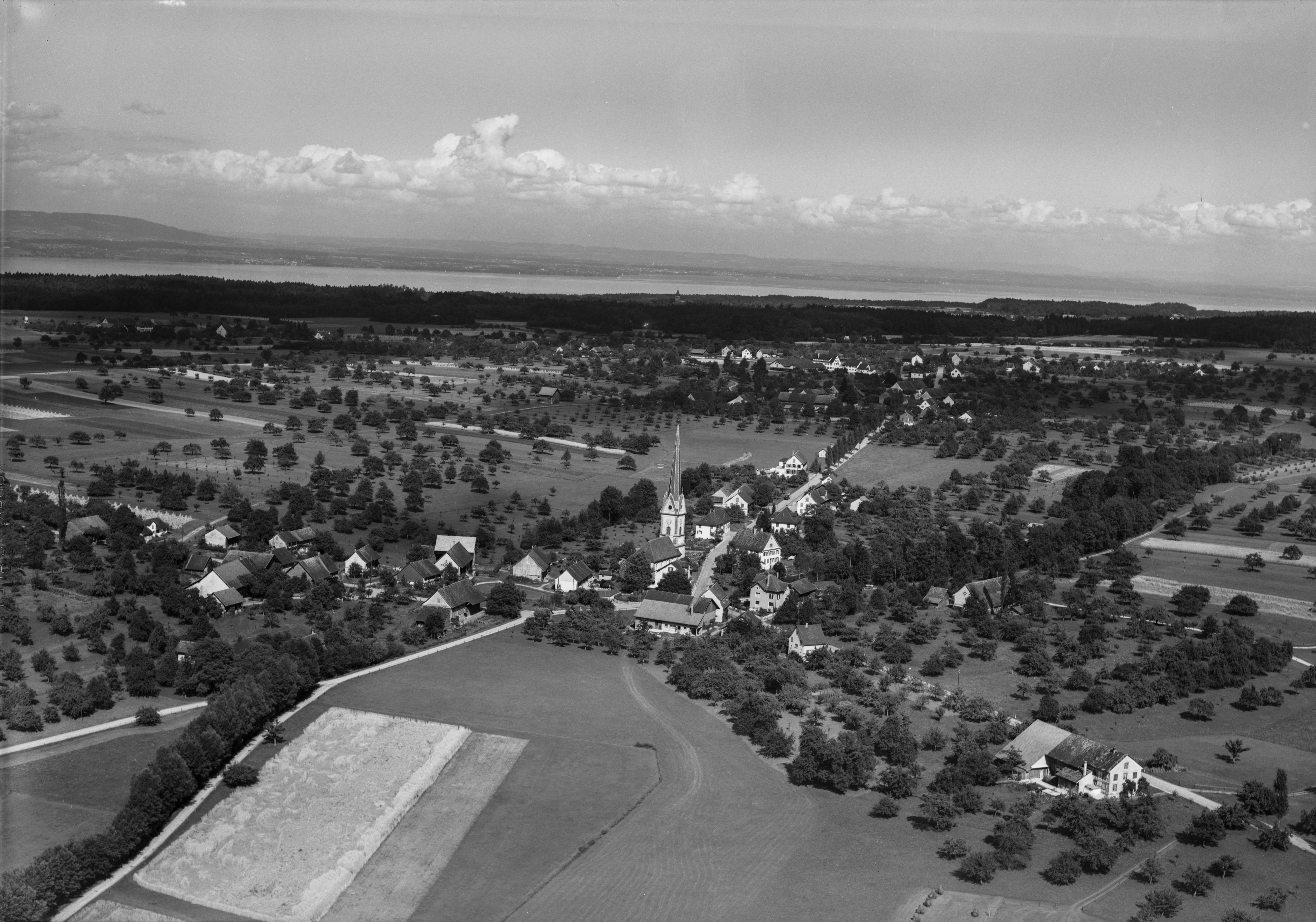
Альтерсвилен в 1954 году, за ним Зигерсхаузен и немецкий берег Боденского озера

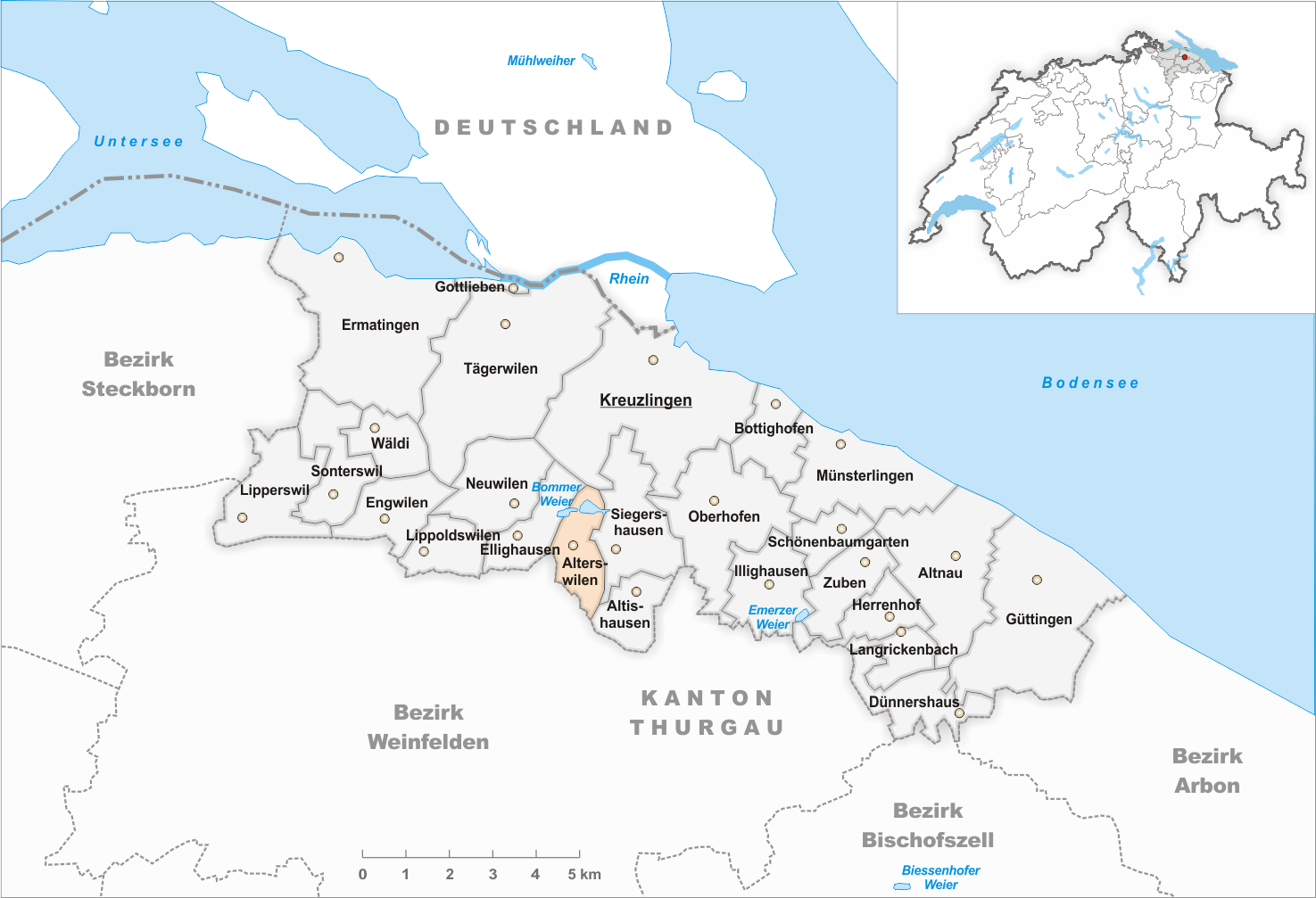
Муниципальные границы до объединения в 1996 году

Альтерсвилен исторически прослеживается до 1248 года (decima в Alterswilaer). Поселение Боммен было упомянуто как Боумен с 1348 года. Муниципальный район изначально входил в Констанцское епископство. С середины XIII века до 1798 года Альтерсвилен принадлежал бейливику Эгген, тогда как Боммен относился к двору Зигерсхаузена и, следовательно, к епископскому бейливику Готтлибена.
Первая церковь, связанная со Св. Стефаном в Констанце, появилась в Альтерсвилене около 1155 года как филиал Тегервилена, а в 1275 году стала независимым приходом с церковью Св. Агаты. Право патроната перешло в 1350 году от соборного ректора Дитхельма фон Штайнега и рыцаря Генриха фон Клингенберга к собору Констанца. После Реформации 1529 года немногочисленные католики посещали церковь в Бернрайне. С 1831 года они относились к приходу Эммисхофен.

В XIX веке произошёл переход от зернового производства к животноводству и молочному хозяйству. В 1895 году было создано сельскохозяйственное общество. В рамках мелиорации земель с 1967 по 1887 год Боммер Вайхер, созданный около 1460 года как мельничный и рыбный пруд, был взят под охрану природы. Добыча нефти к северу от него оказалась неудачной в 1960 году. Альтерсвилен имеет среднюю школу с 1897 года и старшую школу с 1982 года.

## Население
|                      | 1850 год | 1888 год | 1920 год | 1930 год | 1960 год | 1970 год | 1990 год | 2000 год | 2010 год | 2018 год    |
| -------------------- | -------- | -------- | -------- | -------- | -------- | -------- | -------- | -------- | -------- | ----------- |
| муниципальный приход | 1281     | 1283     |          | 1184     | 1185     |          | 1295     |          |          |             |
| местная церковь      | 129      |          | 186      |          |          | 134      | 182      |          |          |             |
| населённый пункт     |          |          |          |          |          |          |          | 197      | 192      | [ Прим. 1 ] |
| источник             |          |          |          |          |          |          |          |          |          | [ 2 ]       |

Из 253 жителей Альтерсвилена в 2018 году 52 человека (20,6 %) были иностранными гражданами. 132 (52,2 %) принадлежали к евангелическо-реформатской церкви, 47 (18,6 %) — к римско-католической.

## Начальная школа
В 2003/04 учебном году после пробного периода в Кемментальской средней школе была введена модель кооперативной старшей школы. Ученики распределяются по уровням успеваемости по отдельным предметам, остальные предметы изучаются в обычных классах.

## Достопримечательности
- Реформатская церковь в Альтерсвилене
- Боммер Вайхер: Искусственный водоём, созданный около 1460 года как резервуар для мельниц. Со временем заиленный, в 1979 году частично расчищен экскаваторами. Находится под охраной природы.

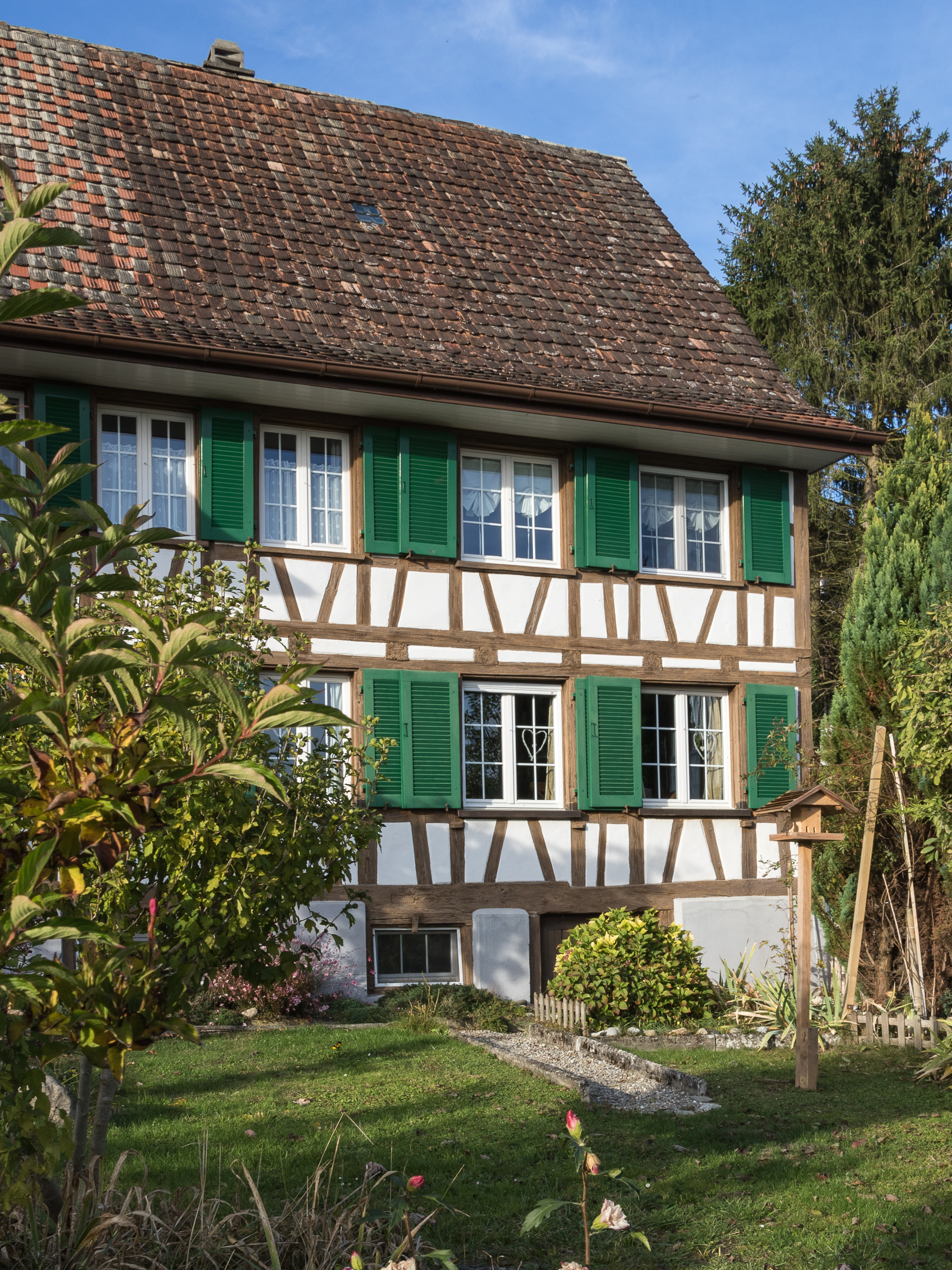
Фахверк в Альтерсвилене
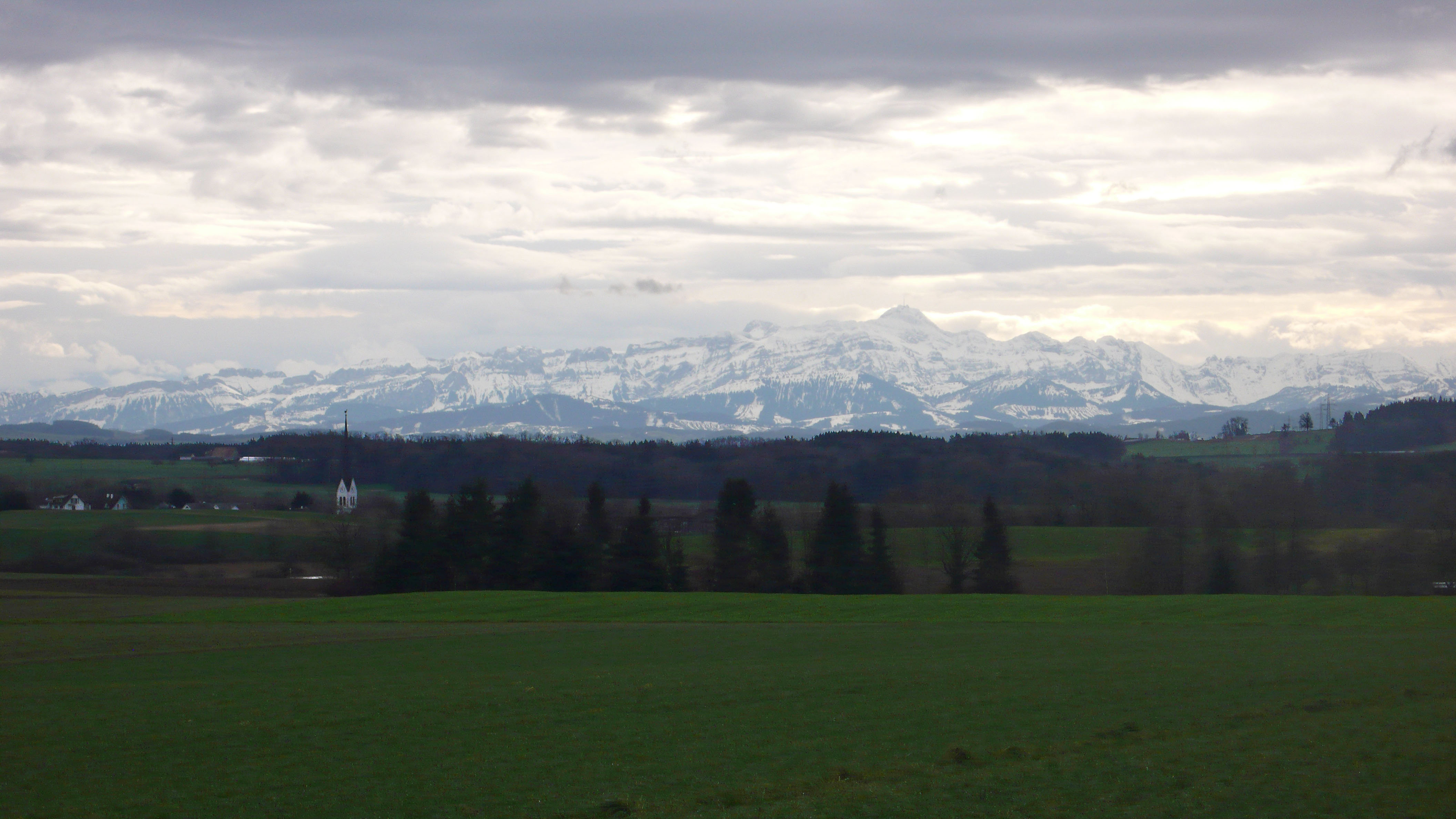
Альтерсвилен, Зентис на заднем плане
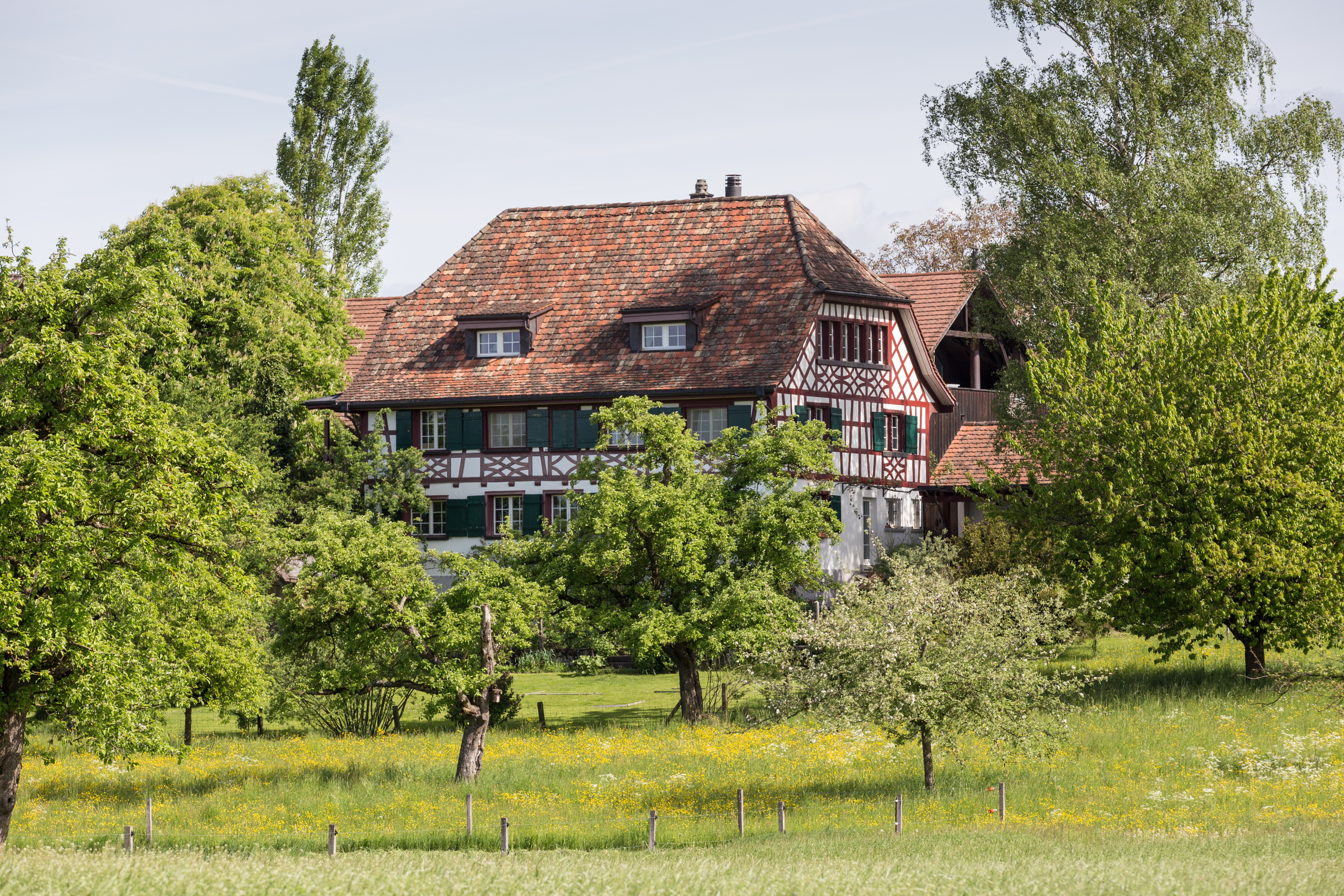
Боммен
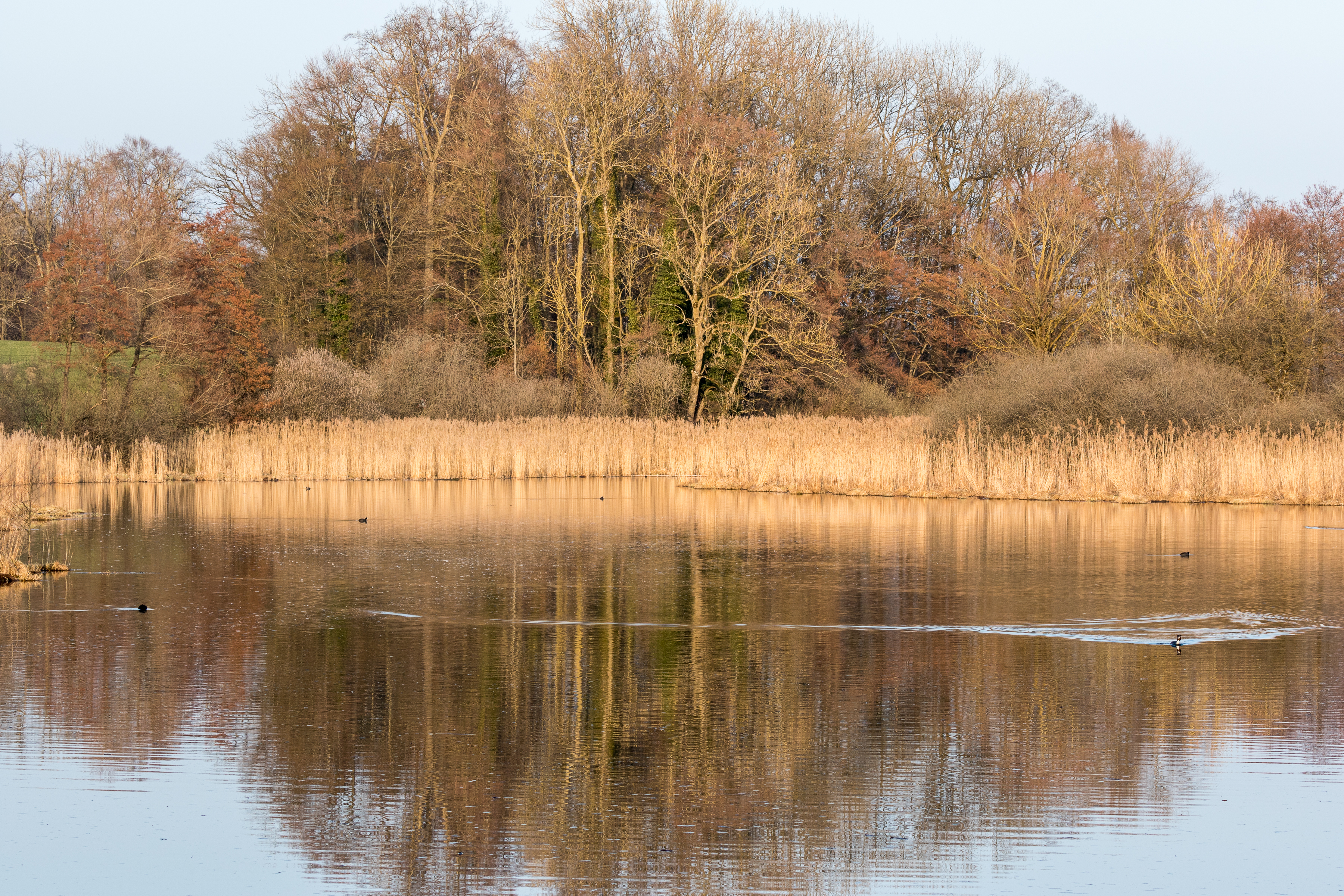
Нижний Боммер Вайхер